# Torneo de Winston-Salem 2014
El Winston-Salem Open 2014 es un torneo de tenis. Pertenece al ATP Tour 2014 en la categoría ATP World Tour 250. El torneo tendrá lugar en la ciudad de Winston-Salem, Carolina del Norte, Estados Unidos, desde el 17 de agosto hasta el 23 de agosto de 2014 sobre canchas duras. El torneo, forma parte del US Open Series 2014.

## Cabezas de serie

### Individual masculino
| Tenista                | Ranking | Preclasificada |
| John Isner             | 14      | 1              |
| Kevin Anderson         | 17      | 2              |
| Tommy Robredo          | 20      | 3              |
| Leonardo Mayer         | 26      | 4              |
| Guillermo García-López | 32      | 5              |
| João Sousa             | 37      | 6              |
| Lukáš Rosol            | 38      | 7              |
| Marcel Granollers      | 39      | 8              |
| Lu Yen-hsun            | 43      | 9              |
| Pablo Andújar          | 47      | 10             |
| Donald Young           | 48      | 11             |
| Édouard Roger-Vasselin | 49      | 12             |
| Mikhail Kukushkin      | 51      | 13             |
| Andreas Seppi          | 52      | 14             |
| Jarkko Nieminen        | 53      | 15             |
| Steve Johnson          | 55      | 16             |

### Dobles masculinos
| Tenista                     | Ranking | Preclasificada |
| David Marrero Leander Paes  | 22      | 1              |
| Rohan Bopanna Daniel Nestor | 26      | 2              |
| Jamie Murray John Peers     | 59      | 3              |
| Treat Huey Dominic Inglot   | 65      | 4              |

## Campeones

### Individual Masculino
Lukáš Rosol venció a  Jerzy Janowicz por 3–6, 7–6(7–3), 7–5

### Dobles Masculino
Juan Sebastián Cabal /  Robert Farah  vencieron a  Jamie Murray /  John Peers por 6–3, 6–4